# Leipziger Soloquartett für Kirchengesang
Das Leipziger Soloquartett für Kirchengesang war ein gemischtes Gesangs-Quartett Ende des 19. Jahrhunderts.

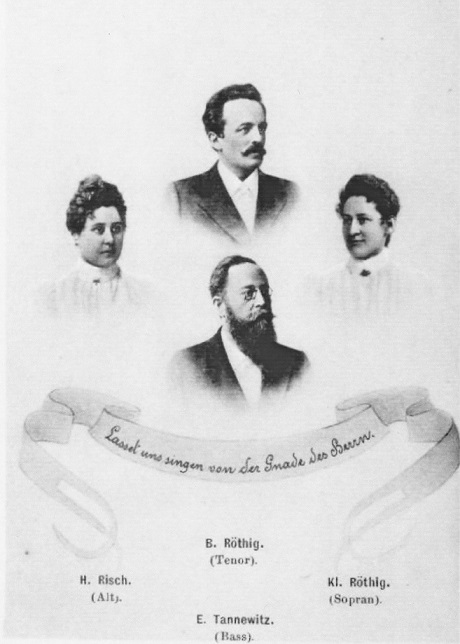
Die Künstler des Soloquartetts, die 1900 die Konzertreise in die USA und Kanada unternahmen.

## Geschichte
Bruno Röthig (* 7. Oktober 1859 in Ebersbach/Sachsen; † 14. März 1931 in Bern) gründete 1883 in seiner Heimat ein gemischtes Oberlausitzer Gesangsquartett, aus dem er später das Leipziger Soloquartett für Kirchengesang formte.
Im Oberlausitzer Quartett trafen sich sangesfreudige Sängerinnen und Sänger aus der Heimat Bruno Röthigs. Er selbst übernahm den Tenorpart, Fräulein Rudolf aus Walddorf den Sopran, Fräulein Ziesche aus Niedercunnersdorf den Alt und Hermann Golbs aus Obercunnersdorf den Bass. Das Quartett gab eine Vielzahl erfolgreicher Konzerte in seiner Oberlausitzer Heimatregion. Geprägt vom tief protestantisch religiös geprägten Elternhaus Röthigs, trat das Quartett vornehmlich in Kirchen auf.
Bruno Röthig trat im April 1883 eine Jung-Lehrerstelle an der 6. Bürgerschule in der Leipziger Arndtstraße an. Im November 1885 gab er mit seinem Oberlausitzer Quartett sein Leipzig Debüt mit einem geistlichen Konzert in der Johanniskirche 'Leipzig.
Das Programm an diesem Abend zeigte schon die Richtung, in der das Soloquartett unter Röthigs umsichtiger künstlerischer Leitung seinen Weg von Leipzig aus in die Welt nehmen sollte.
- Anselm Weber, Heilig
- Moritz Hauptmann, Sei still
- Bruno Röthig, Befiehl dem Herrn, dreistimmige Motette, Uraufführung
- Volkmar Schurig, Sei getreu
- Louise Reichardt, Bleibe bei uns

Mit der dreistimmigen Motette Befiehl dem Herrn stellte Röthig seine erste A-cappella-Komposition in Leipzig vor, „eine Komposition von glücklicher Abrundung und lebendiger Stimmführung“. Im Verlaufe seines Lebens sollten noch viele Kompositionen aus seiner Feder folgen.
Der Chorleiter des angesehenen Leipziger Riedelvereins Carl Riedel bestätigte die Neuheit dieser Kunst im Leipziger Musikleben und gab den entscheidenden Hinweis für das weitere Wirken des Quartetts. Er riet „… auf diesem noch unbebauten Ackerland“ weiter zu arbeiten und dieses Gebiet „mit geschulten Stimmen künstlerisch auszubauen“. Was dann folgte, war wie eine Initialzündung für das weitere Bestehen des Quartetts. In einem halben Jahr waren es nicht weniger als 10 Konzerte, die den Ruhm des Quartettes begründeten.
Mitte 1886 folgte Bruno Röthig dem Rat Carl Riedels und formte das Quartett um. Es traten Eugen Tannewitz als Bassist, die Altistin Dorothea Handrich, ausgebildet in Moskau am Konservatorium ihres Großvaters Jouri von Arnold, in das Quartett ein. Den Sopran übernahm Fräulein A. Heinig, später übernahm Fräulein Haufe den Part. Den Alt übernahmen später Hedwig Risch und Else Schneemann. Die Sängerinnen Haufe, Heinig und Schneemann (Sängerin und Orgelvirtuosin), waren Absolventinnen des Königlichen Conservatorium für Musik, der heutigen Hochschule für Musik und Theater „Felix Mendelssohn Bartholdy“ Leipzig.
Bruno Röthig begann früh in seiner Leipziger Zeit mit dem Musik- und Gesangunterricht bei Carl Riedel und Richard Müller, dem Leiter des Leipziger akademischen Gesangvereins Arion. Später fuhr er monatlich einmal nach Berlin zum Unterricht beim Stimmbildner Gottfried Weiß. Auch seine Frau Klara Röthig, geborene Helbig, Tochter des Freiberger Domorganisten, nahm bei Weiß Gesangsunterricht und bekam damit das Rüstzeug als Sopranistin im Quartett aufzutreten. Seine Ausbildung als Organist erhielt er bei Robert Papperitz, Organist an St. Nikolai und Theorielehrer am Königlichen Conservatorium für Musik zu Leipzig. Röthig wurde 1898 zum Kantor an der Leipziger Johanniskirche bestellt, wo er einen Kinderchor und einen leistungsfähigen Kirchenchor aufbaute.
Mit unzähligen Konzerten innerhalb Deutschlands und vielen Orten Europas, Asiens, Afrikas und Nordamerikas begeisterte das außergewöhnliche Leipziger Vokalquartett für Kirchengesang Tausende Konzertbesucher. Es konzertierte auf vier Kontinenten.
- 1900 USA und Kanada[5]
- Frühjahr 1902 nach Afrika und dem Orient mit den Stationen Siebenbürgen, Bukarest, Konstanta, Konstantinopel, Smyrna, Jerusalem, Bethlehem, Jaffa, Alexandria, Kairo, Rom, Venedig, Florenz, Graz und Wien.
- Ostern 1909 St. Petersburg, mit Galawagen zum Zaren, 10 Rußlandreisen.
- 1911 Reise nach Kärnten.
- 1912 Norwegen, …, Paris.
- Belgien
- 1917, 110 Aufführungen von Wilna bis Riga
- 1918 Rumänien[6]

Die Einnahmen der Konzerte wurden humanitären und sozialen Zwecken gespendet. Im März 1908, in den ersten 25 Jahren seines Bestehens, konnte das Quartett rückblickend auf 1200 geistliche Konzerte eine Viertelmillion Mark für die Erfüllung christlicher Lebenshilfe in die Kirchenkassen einspielen.
Während des Ersten Weltkriegs gab das „Soloquartett für Kirchengesang“ etwa 140 Auftritte in Belgien, Holland, Riga, Wilna [Vilnius] und Rumänien in Krankenhäusern, Lazaretten, vor Soldaten an der Front und in der Etappe.
Ab 1920 übernahm die künstlerische Leitung und den Tenorpart im Quartett der Schwiegersohn Röthigs Emil Kurt Taut (1888–1939), Leiter der Musikbibliothek Peters in Leipzig.

## Repertoire
Sein gesamtes Musikerleben fühlte sich Röthig der deutsch-evangelischen Kirchenmusik, der musica sacra verpflichtet. Nicht selten begann er das Konzert mit geistlichen Liedern aus dem 12. Jahrhundert, über Madrigale aus der Renaissance, Liedern aus der Reformationszeit und leitete im Verlaufe der Darbietungen zu zeitgenössischen Komponisten, Volksliedern und gelegentlich zu eigenen Kompositionen über.
- Christ ist erstanden (Liturgischer Gesang, 12. Jahrhundert)
- Hell ins Fenster scheint die Sonne, Moritz Hauptmann
- Ich will dich lieben, meinen Stärke, Johann Scheffler
- Dir, Dir, Jehova will ich singen, Johann Sebastian Bach
- Bleibe bei uns, Johann Sebastian Bach
- Den die da harren auf den Herrn, James McGranahan
- Herz lass dein Sorgen sein
- Die Seel vor der Himmelstür
- Christ ist erstanden von der Marter alle

Das Repertoire wird mehrere hundert Liedvorträge umfasst haben, es sind keine Programme überliefert.
Als Beispiel für das Geschick Bruno Röthigs in der Programmgestaltung ist das erste Konzert auf dem nordamerikanischen Kontinent am 11. Oktober 1900 in der New Yorker evangelischen Marcuskirche.
Die Liedfolge an diesem bedeutenden Abend:
- Ich lag in tiefer Todesnacht, Martin Luther, Satz Johann Eccard
- Geboren ist Emanuel, Michael Praetorius
- Christ ist erstanden, 12. Jahrhundert
- O fröhliche Stunden, Thomas Selle
- Ehre sei dir, Christe, Heinrich Schütz
- Oh Haupt voll Blut und Wunden, 1. Strophe-Leo von Hasler, 2. Strophe-Johannes Krüger, 3. Strophe Johann Sebastian Bach
- Er kommt, er kommt, Johann Adam Hiller
- Ich will dich lieben, Balthasar König
- Wie ein wasserreicher Garten, Moritz Hauptmann
- Christl. Wiegenliedlein, Friedrich Mergner
- Sei getreu bis in den Tod, Volkmar Schurig
- Erquicke mich, Albert Becker

## Pressestimmen
Tondokumente sind nicht überliefert. Eine kleine Auswahl Pressestimmen machen die außergewöhnliche Ausstrahlung des Quartetts im evangelischen Kirchengesang deutlich.
- 1896 wurde in der Zeitschrift für Neue Musik geschrieben, dass das Röthigsche Soloquartett: „… zu den beachtenswertesten musikalischen Spezialitäten Pleißeathens“ [gehört].[11]
- „Jede einzelne Nummer des hochinteressanten Programms wurde so formvollendet vorgetragen, dass man dem Quartett ungeteilte Bewunderung zollen muss. Die Zusammensetzung des Quartetts ist eine außerordentlich glückliche. Da herrscht vollkommenes Gleichmaß und ein kaum zu übertreffendes Ineinandergreifen der vier Stimmen. Die Klangwirkungen sind infolgedessen ganz besonders überraschende. Namentlich wirkt das Piano und fast nur hingehauchte Pianissimo wahrhaft rührend und erbauend. Alle wurden durch das Gefühl wahrer Andacht und Weihe erfasst, das einzig durch innerlich empfundenen, seelischen Vortrag hervorgerufen werden kann.“[12]
- „… die evangelische Christus-Kirche wurde auch diesmal zum Tempel der Kunst und bildete mit ihrer ernsten Schönheit so recht die würdige Szenerie dieser, für die Pflege der geistlichen A-cappella-Literatur, bahnbrechenden Kunstvereinigung. (…) Was aber die vier Künstler selbst anbelangt, so steht diese Vereinigung - einzig in ihrer Art - so hoch über den alltäglich gebotenen, dass nur einer der über ihnen steht, über sie richten kann, an ihnen Kritik üben dürfte. Was wir hier tun können, ist nur ein bewunderndes Staunen über so viel Schönheit und solch hohe Kunst. Die Intonation - die, dank der prächtig geschulten Stimmen, überraschende Klangwirkungen, die feinsten Abtonungen und nicht zuletzt der seelenvolle Vortrag müssen Jedermann kurzweg Bewunderung abgewinnen.“[13]
- Arthur Nikisch, Dezember 1913: „Einmal habe ich auch eine halbe Stunde bei einem Konzert in der Thomaskirche ihrem feinen A-cappella-Gesang zugehört. Da können Sie ein Legato und ein zartes Abschwellen zum Pianissimo hören, das mir nachgegangen ist und das ich nicht vergessen werde.“[14]
- „Das Quartett imponiert weniger durch die Schönheit der einzelnen Stimmen als vielmehr durch das wunderbare Zusammenwirken der vier Stimmen. Dies musterhafte Ineinander aufgehen der einzelnen Stimmen, die ideal schönen, gleichsam auf einem Empfinden beruhenden dynamischen Schattierungen, die untadelige Textbehandlung usw. sichern dem Quartett eine Bedeutung, die nicht hoch genug bewertet werden kann. Die zwölf, alle der Passionszeit angepassten Lieder, wurden in kaum zu überbietender Vollendung geboten.“[15]